# 米度
艾哈邁德·侯薩姆·侯賽因·阿布德爾哈米德（阿拉伯语：احمد حسام حسين عبد الحميد，Ahmed Hossam Hussein Abdelhamid，1983年2月23日—），通常稱為米度（Mido），是一名已退役埃及職業足球員，擔任前鋒，曾任埃及球會扎马莱克教練。

## 生平
米度出身於埃及扎马莱克，早在年少時就遠赴歐洲踢球。起先他是在荷甲聯賽打滾，效力過當地班霸阿積士。其後又曾在法甲的馬賽和意大利的羅馬效力。
2005年他獲熱刺外借到來，效力首季就上陣36場入13球。翌季永久轉會，但不久與領隊發生爭執，最後被棄用。
2007年轉投英超另一支球隊米杜士堡。不過大部分時間以養傷居多，結果於2009年1月23日被外借到另一支英超球隊韋根直到球季結束。2008/09年球季米杜士堡降班英冠，米度在遏暑後遲到兩週才歸隊開操，被罰兩星期薪金。
2009年8月4日獲外借返回埃及母會扎马莱克一個球季。他於2010年2月1日提早結束與扎马莱克的外借，僅領取象徵性1,000英鎊週薪，同樣以外借身份返回英超加盟韋斯咸。期間上陣9場，未有取得入球，更在對愛華頓射失一球十二碼，季後沒有獲得韋斯咸留用。
由於在米杜士堡沒有立足之地，米度於2010年8月23日以自由身加盟成名球會阿積士，簽約一年，但因土耳其球會卡塞利有意羅致而拉倒，而其後又因米度的態度問題沒有成事，阿積士重提舊事，但只要求借用，最終於轉會窗關閉前成功借用一個球季，在缺乏正選上陣機會及引進他的領隊约尔離隊後，米度於2011年1月4日要求與阿積士中止合約。
於返回米杜士堡短時間跟操保持狀態後，於2011年1月28日米度再次獲借用返回母會扎马莱克直到球季結束，到時他與米杜士堡的四年合約亦告屆滿，惟卻因扎马莱克未及為米度註冊而白花半季時間不能上陣。雖然新球季的揭幕戰對加斯马哈拉的下半場米度獲派後補上陣並射入一記十二碼，惟教練谢哈塔不滿他的體重和狀態而將他投閒置散，直到2012年2月埃及聯賽因發生塞德港球迷骚乱而全面停賽時，米度僅在聯賽上陣3仗及射入兩球，並在一場對坦桑尼亚俱樂部年輕非洲人的非洲聯賽冠軍盃上陣及射入一球。因與球會的管理層和教練關係惡劣，米度於5月被扎马莱克放棄。據報當時有多支英格蘭球隊包括保頓、布力般流浪和韋斯咸有意羅致米度。
2012年6月21日米度宣佈加盟英冠球會班士利，簽約一年。8月4日米度於對唐卡士打的友誼賽賽前熱身時不慎撕裂腿筋，估計需要缺陣3個月。

## 外部連結
- 米度 – FIFA國際賽競賽紀錄 (存檔)
- 米度官方網頁
- 足球数据库：米度的球员统计数据

| 前任： Hervé Nzelo-Lembi | 烏木靴獎 2001             | 繼任： Moumouni Dagano |
| 前任： Pedro Mantorras   | 非洲足協最佳年青球員 2002 | 繼任： 马丁斯          |